# Inaba Masakatsu
Inaba Masakatsu est un nom japonais traditionnel ; le nom de famille (ou le nom d'école), Inaba, précède donc le prénom (ou le nom d'artiste).
Inaba Masakatsu (稲葉 正勝, 1597-22 février 1634) est un daimyō du début de l'époque d'Edo du Japon. Il est à la tête des domaines féodaux de Kakioka dans la province de Shimōsa et de Mōka (province de Shimotsuke) et se retrouve finalement transféré au domaine d'Odawara dans la province de Sagami.

## Biographie
Inaba Masakatsu est le fils ainé de Kasuga no Tsubone, nourrice du shogun Tokugawa Iemitsu. Il est élevé avec Iemitsu parmi ses camarades de jeu et confidents. En 1624, il reçoit une propriété de 5 000 koku de revenus dans le district de Makabe de la province de Hitachi, ce qui, ajouté à ses avoirs existants, l'amène au-delà du seuil des 10 000 koku nécessaires pour devenir daimyo. Le domaine de Kakioka dans la province de Shimosa est créé à son intention. Cependant, à la mort de son père Inaba Masanari en 1628, Masakatsu devient chef du clan Inaba et hérite de la position de son père en tant que daimyo du domaine de Mōka, époque à laquelle le domaine de Kakioka est aboli. Masakatsu est de nouveau transféré quatre ans plus tard au domaine d'Odawara. En 1632, il est chargé d'aider Katō Tadahiro à la reconstruction de château de Kumamoto. Cependant, à l'été 1633, alors qu'il est encore à Kumamoto, il tombe malade et vomit du sang. Il meurt l'année suivante.